# سانتايبانيز دي إسكويفا
بلدية سانتايبانيز دي إسكويفا (بالإسبانية: Santibáñez de Esgueva)‏, هي إحدى بلديات مقاطعة برغش, التي تقع في منطقة قشتالة وليون, والتي تقع في شمال غرب إسبانيا.
يبلغ عدد سكانها 149 نسمة وفقاً لإحصائية سنة (2002).